# Witalij Sołomin
Witalij Miefodjewicz Sołomin (ros. Виталий Соломин, ur. 12 grudnia 1941 w Czycie, zm. 27 maja 2002 w Moskwie) – radziecki i rosyjski aktor filmowy i teatralny, znany najbardziej z roli doktora Watsona w jedenastu częściach Przygód Sherlocka Holmesa i doktora Watsona (1979-1986) w reżyserii Igora Maslennikowa.
Młodszy brat Jurija Sołomina

## Życiorys
Witalij Sołomin urodził się w rodzinie zawodowych muzyków. W dzieciństwie uczył się grać na pianinie, ale był szczególnie uzdolniony pod względem matematyki, gimnastyki, akrobatyki i boksu.
Idąc śladem starszego brata Jurija i będąc popieranym przez ojca, Witalij postanowił zostać aktorem. W 1959 został przyjęty do szkoły teatralnej, gdzie uczył go Nikołaj Annienkow, a później Boris Kazanski. Na drugim roku Witalij zaproszony został na próby i odgrywał swe pierwsze role w Teatrze Małym. Po ukończeniu studiów został aktorem w tym teatrze. Na krótki czas (1987–1989) Sołomin przeszedł do Teatru im. Mossowieta, gdzie zagrał w sztuce Wiktora Astafjewa Smutny kryminał. Wróciwszy do Teatru Małego, wystawił sztukę opartą na jednym z dzieł Aleksandra Nikołajewicza Ostrowskiego.
W 1960 Witalij Sołomin zaczął grać w filmach. Zadebiutował w filmie Starsza siostra, gdzie zagrał rolę Kiriłła. Następnie przyjął rolę Żenii w filmie Kobiety. Zagrał również w Dauriji (1971) Wiktora Triegubowicza, opowiadającej o losach zabajkalskich Kozaków w czasach rewolucji październikowej i wojny domowej.
Często grał w filmach Igora Maslennikowa. W 1982 zagrał w Damie pikowej, a w 1985 w Zimowej wiśni. Rosjanie pamiętają go jednak przede wszystkim jako pomocnika najsłynniejszego detektywa wszech czasów w jedenastu częściach Przygód Sherlocka Holmesa i doktora Watsona (1979–1986) w reżyserii Maslennikowa. 
Brał udział w nagraniu programu telewizyjnego Markiza.
Chorował na serce. 24 kwietnia na scenie Teatru Małego w pierwszym akcie spektaklu Witalij Sołomin zasłabł, po czym został przewieziony do szpitala, gdzie 27 maja zmarł. Pochowany został w Moskwie na cmentarzu Wagańkowskim.

## Rodzina
- Pierwsza żona: aktorka Natalja Władimirowna Rudna (1960-1962, rozwód)
- Druga żona: Marija Antoninowa Leonidowa (od 1970 do jego śmierci), córki: Anastasija i Jelizawieta

## Nagrody
- Order „Za zasługi dla Ojczyzny” stopień IV (25 października 1999) - za wybitne zasługi dla rozwoju krajowej kultury teatralnej, w związku z 175. rocznicą Państwowego Akademickiego Teatru Małego w Rosji
- Zasłużony Artysta RFSRR (1974)
- Ludowy Artysta Federacji Rosyjskiej (3 lutego 1992)
- Złoty Medal A. D. Popowa za rolę w sztuce Lubow Jarowaja (1977)
- Nagroda Władz Moskwy (1998)
- Krajowa Nagroda Telewizyjna „TEFI” (2004)